# Nebojša Čović
Nebojša Čović, cyr. Небојша Човић (ur. 2 lipca 1958 w Belgradzie) – serbski inżynier, przedsiębiorca, polityk i działacz sportowy, burmistrz Belgradu, parlamentarzysta i wicepremier, od 12 do 17 marca 2003 pełniący obowiązki premiera Serbii.

## Życiorys
Ukończył studia z zakresu inżynierii mechanicznej na Uniwersytecie w Belgradzie, gdzie również uzyskał stopień doktora nauk technicznych. Pracował jako asystent na macierzystej uczelni, a także w kilku przedsiębiorstwach, obejmując w nich kierownicze stanowiska. Zajął się reorganizacją klubu koszykarskiego KK FMP, w latach 1995–1997 kierował Jugosłowiańską Federacją Koszykówki. Zaangażował się w działalność Socjalistycznej Partii Serbii, był uznawany za jednego z najbardziej perspektywicznych polityków tego ugrupowania. W latach 90. przez dwie kadencje zasiadał w Zgromadzeniu Narodowym Republiki Serbii. W 1993 został przewodniczącym zarządu miasta w Belgradzie, a w 1994 objął urząd burmistrza, który sprawował do 1997. Został wykluczony z partii socjalistycznej, kiedy po długotrwałych protestach przyznał publicznie, że jego ugrupowanie przegrało kolejne wybory samorządowe. W pierwszych wyborach z 1997 bezskutecznie ubiegał się o prezydenturę Serbii (otrzymał 2,2% głosów).
Po opuszczeniu SPS założył w 1997 własne ugrupowanie pod nazwą Demokratyczna Alternatywa, które wprowadził do Demokratycznej Opozycji Serbii. Przed wydarzeniami, które 5 października 2000 doprowadziły do obalenia Slobodana Miloševicia, miał rzekomo sprowadzić do serbskiej stolicy ciężarówkę z bronią. Następnie ukrywał się w obawie przed tymczasowym aresztowaniem. 24 października 2000 objął urząd wicepremiera w gabinecie Milomira Minicia. W tym samym roku uzyskał ponownie mandat poselski, następnie pozostał wicepremierem w rządzie tworzonym przez opozycję (do 3 marca 2004). Po zamordowaniu Zorana Đinđicia od 12 do 17 marca 2003 wykonywał obowiązki premiera.
W późniejszym czasie rozwiązał DA i został liderem Partii Socjaldemokratycznej. W 2007 wycofał się z działalności politycznej, koncentrując się na działalności biznesowej. Ponownie też zaangażował się w działalność sportową jako m.in. prezes klubu koszykarskiego KK Crvena zvezda Belgrad i wiceprezes klubu piłkarskiego FK Crvena zvezda.